# مدرسة التحالف الدولي المسيحية
مدرسة التحالف الدولي المسيحية هي مدرسة دولية خاصة تقع في هونغ كونغ، الصين.

## الروابط الخارجية
1. ↑  BeeMedia. "[AM730 特刊] 文憑試放榜特輯(１)~CAIS優質教育 拓國際視野". AM730. مؤرشف من الأصل في 2016-03-04.

- CAIS website نسخة محفوظة 13 أغسطس 2006 على موقع واي باك مشين.